# 4. Fallschirmjäger-Division (Wehrmacht)
Die 4. Fallschirmjäger-Division (kurz: 4. Fsjg.-Div.) war ein Großverband der Luftwaffe der deutschen Wehrmacht während des Zweiten Weltkrieges.

## Geschichte

### Aufstellung
Die Division wurde im November 1943 im Raum Perugia in Italien im Wesentlichen durch vormalige Kräfte der 2. Fallschirmjäger-Division und den italienischen Fallschirmjäger-Divisionen Nembo und Folgore aufgestellt. Von der 2. Fallschirmjäger-Division wurde I/2 zu I/10, II/6 zu I/11 und I/Luftlande-Sturm-Regiment zu I/12. 
Das Divisionsabzeichen – ein stürzender Stern – weist auf das Luftlande-Sturm-Regiment hin. Über ihr Bestehen hinweg war die Division der Heeresgruppe C zugewiesen, bis Oktober 1944 dort bei der 14. Armee. 
Im Juni 1944 wurde die I. Abteilung des Fallschirm-Artillerie-Regiments 4 an die neu aufgestellte 6. Fallschirmjäger-Division abgegeben und hierfür eine vollständige Artillerieabteilung mit drei Abteilungen und einem Fallschirm-Granatwerfer-Bataillon 4 (mit drei Kompanien) eingerichtet. Das Fallschirm-Artillerie-Regiment 4 wurde aber nicht der Division zugeschlagen, sodass die Division ab 1. November 1944 offiziell kein Artillerie-Regiment besaß. 

### Italien
Der Großverband war während des gesamten Krieges in Italien eingesetzt. Von Januar 1944 bis Mai 1944 stand die Division bei Nettuno, war dann ab nächsten Monat um Florenz, um ab Oktober 1944 bei Rimini eingesetzt zu werden. Mit dem Wechsel zur 10. Armee im November 1944 wechselte der Einsatzort nach Bologna. 

### Vernichtung
Der Verband, bis Kriegsende bei der 10. Armee, wurde beim Rückzug durch die Po-Ebene in Richtung Alpenrand, am 20. April 1945 im Raum Padua durch alliierte Truppen zerschlagen. Reste der Division kamen bei der Kapitulation in amerikanische Kriegsgefangenschaft.

## Gliederung
- Fallschirmjäger-Regiment 10 mit drei Bataillonen
- Fallschirmjäger-Regiment 11 mit drei Bataillonen
- Fallschirmjäger-Regiment 12 mit drei Bataillonen
- Fallschirm-Panzerjäger-Abteilung 4 mit drei Kompanien
- Fallschirm-Artillerie-Regiment 4 nur I. mit 1. bis 3.
- Fallschirm-Flak-Abteilung 4 mit fünf Batterien
- Fallschirm-Pionier-Bataillon 4 mit vier Kompanien
- Fallschirm-Luftnachrichten-Abteilung mit zwei Kompanien
- Versorgungs-Einheiten 4

## Bekannte Divisionsangehörige
- Heinz Trettner (1907–2006), war von 1964 bis 1966 dritter Generalinspekteur der Bundeswehr.